# شنکندوبرن
شنکندوبرن (به آلمانی: Schenkendöbern) یک شهر در آلمان است که در اشپری-نایسه واقع شده‌است. شنکندوبرن ۴٬۱۹۸ نفر جمعیت دارد.